# Herwig van Staa
Herwig van Staa (Linz, 10 de junho de 1942) é um político austríaco do Partido Popular Austríaco.
Herwig van Staa é o landeshauptmann do Tirol desde 2002.